# Президентски избори в Монголия (2017)
Президентските избори в Монголия през 2017 г. се провеждат на 26 юни. На действащия президент Цахиагийн Елбегдорж, избран за първи път през 2009 г. и преизбран през 2013 г., му е забранено от конституцията да се кандидатира за трети мандат. За първи път нито един кандидат не получава мнозинство от гласовете в първия тур, което води до балотаж между Халтмагийн Батулга и Миегомбин Енхболд на 7 юли, с окончателни резултати на 9 юли. Кандидатът на трета позиция Сайнхуугийн Ганбаатар отказва да признае резултатите, след като не му достигат 1849 гласа да достигне до балотаж, като твърди, че към общия брой са добавени допълнителни 35 000 гласа и е имало измама. Неговата Монголска народна революционна партия иска преброяване на гласовете в Баян Йолгий.
На втория тур Халтмагийн Батулга е избран с 50,61% от валидните гласове или 55% от гласовете, подадени за кандидат.

## Резултати
| Кандидати                                     | Кандидати                                     | Партия                                        | Първи тур | Първи тур | Втори тур | Втори тур |
| Кандидати                                     | Кандидати                                     | Партия                                        | Гласове   | %         | Гласове   | %         |
| --------------------------------------------- | --------------------------------------------- | --------------------------------------------- | --------- | --------- | --------- | --------- |
|                                               | Халтмагийн Батулга                            | Демократическа партия                         | 517 478   | 38,11     | 611 226   | 50,61     |
|                                               | Миегомбин Енхболд                             | Монголска народна партия                      | 411 748   | 30,32     | 497 067   | 41,16     |
|                                               | Сайнхуугийн Ганбаатар                         | Монголската народна революционна партия       | 409 899   | 30,19     |           |           |
|                                               | Празни бюлетини                               | Празни бюлетини                               | 18 663    | 1,37      | 99 494    | 8,23      |
|                                               |                                               |                                               |           |           |           |           |
| Подадени гласове                              | Подадени гласове                              | Подадени гласове                              | 1 320 462 | 98,63     | 1 108 293 | 91,77     |
| Празни бюлетини                               | Празни бюлетини                               | Празни бюлетини                               | 18 663    | 1,37      | 99 494    | 8,23      |
| Общо                                          | Общо                                          | Общо                                          | 1 339 125 | 100       | 1 207 787 | 100       |
| Въздържали се                                 | Въздържали се                                 | Въздържали се                                 | 649 766   | 31,73     | 783 010   | 39,33     |
| Регистрирани избиратели/избирателна активност | Регистрирани избиратели/избирателна активност | Регистрирани избиратели/избирателна активност | 1 988 891 | 68,27     | 1 990 797 | 60,67     |
| Източник: GEC, GEC                            |                                               |                                               |           |           |           |           |